# Sonate en ré majeur (Scarlatti, ms. Madrid)

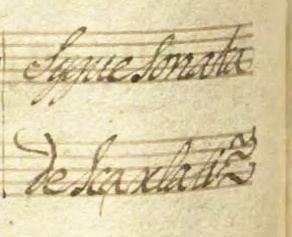
Attribution de la sonate K. Deest en ré majeur (Madrid, ms. Ronda p. 50).

La sonate en ré majeur (K. deest) est une œuvre pour clavier attribuée au compositeur italien Domenico Scarlatti. Non répertoriées par Kirkpatrick en raison de leur découverte récente, les sonates dites « K. deest » (manquant), représentent environ une soixantaine de sonates, selon Christopher Hail.

## Présentation
La sonate K. deest, en ré majeur, est sans indication de tempo. Elle se trouve dans un manuscrit conservé à Madrid et a été publiée en 1987 par Malcolm Boyd, avec une autre sonate en la. Il ajoute l'indication Allegro. La sonate est considérée comme douteuse pour des raisons stylistiques. Christopher Hail précise : « Les idées ne sont pas mauvaises ; il manque juste le sens du but de Scarlatti, sa connaissance de l'instant, de ce qu'il faisait et pourquoi ».
La copie semble destinée à un instrument à l'ambitus réduit.

## Manuscrits
Le manuscrit principal est conservé au Conservatoire de Madrid, ms. Ronda Leg. 35/504, p. 51–53.

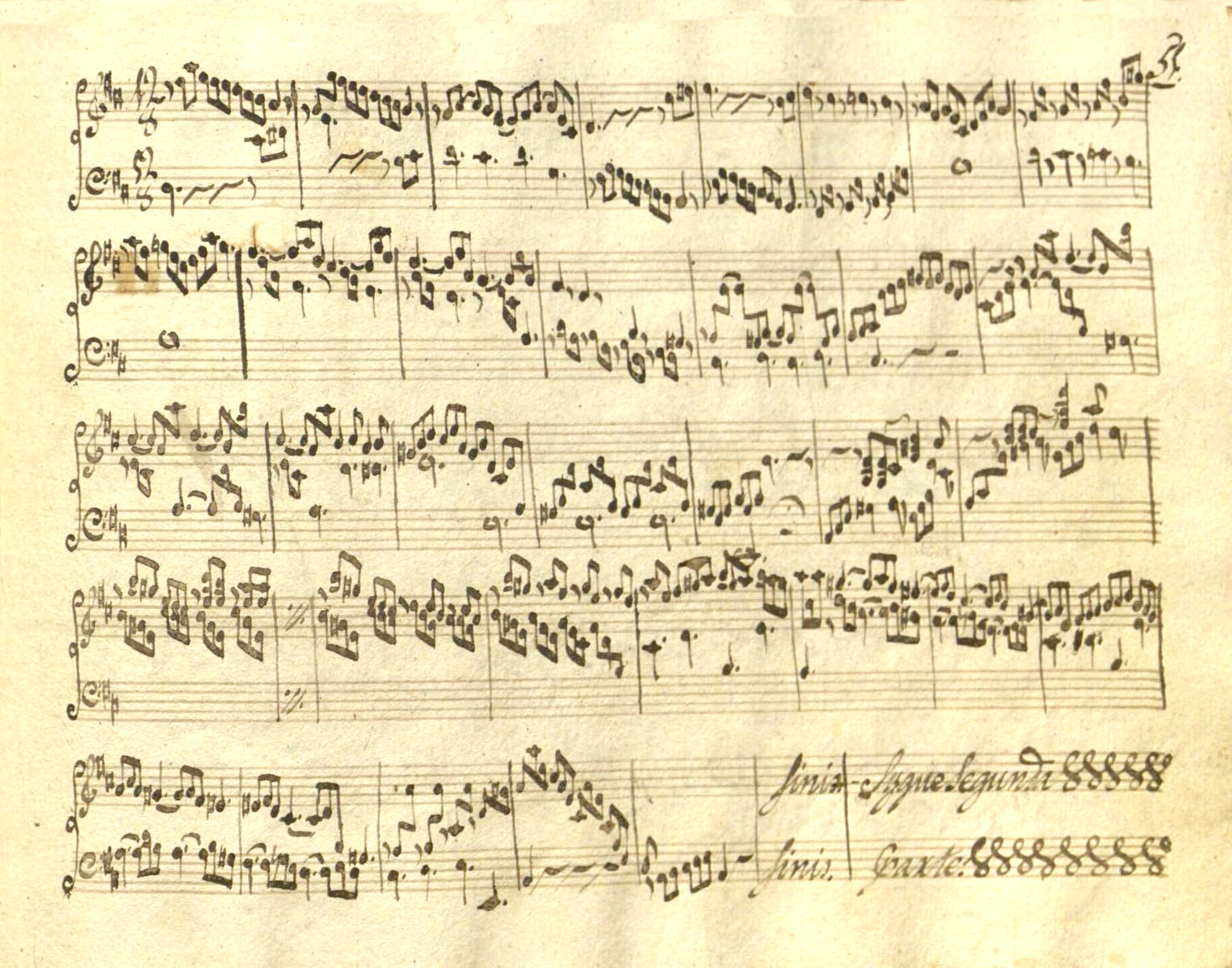
Manuscrit Ronda de Madrid.
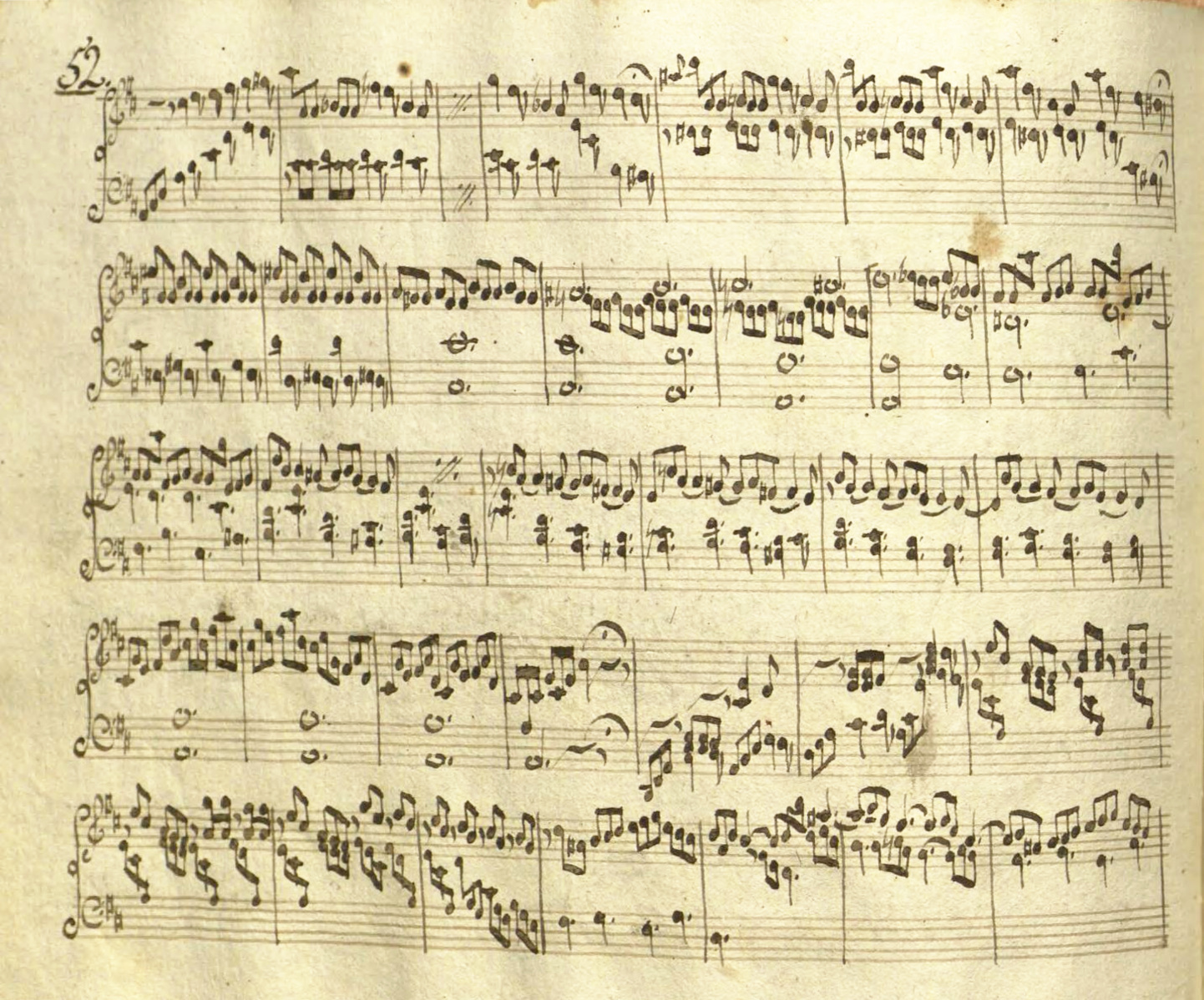
Manuscrit Ronda de Madrid (début de la seconde section).
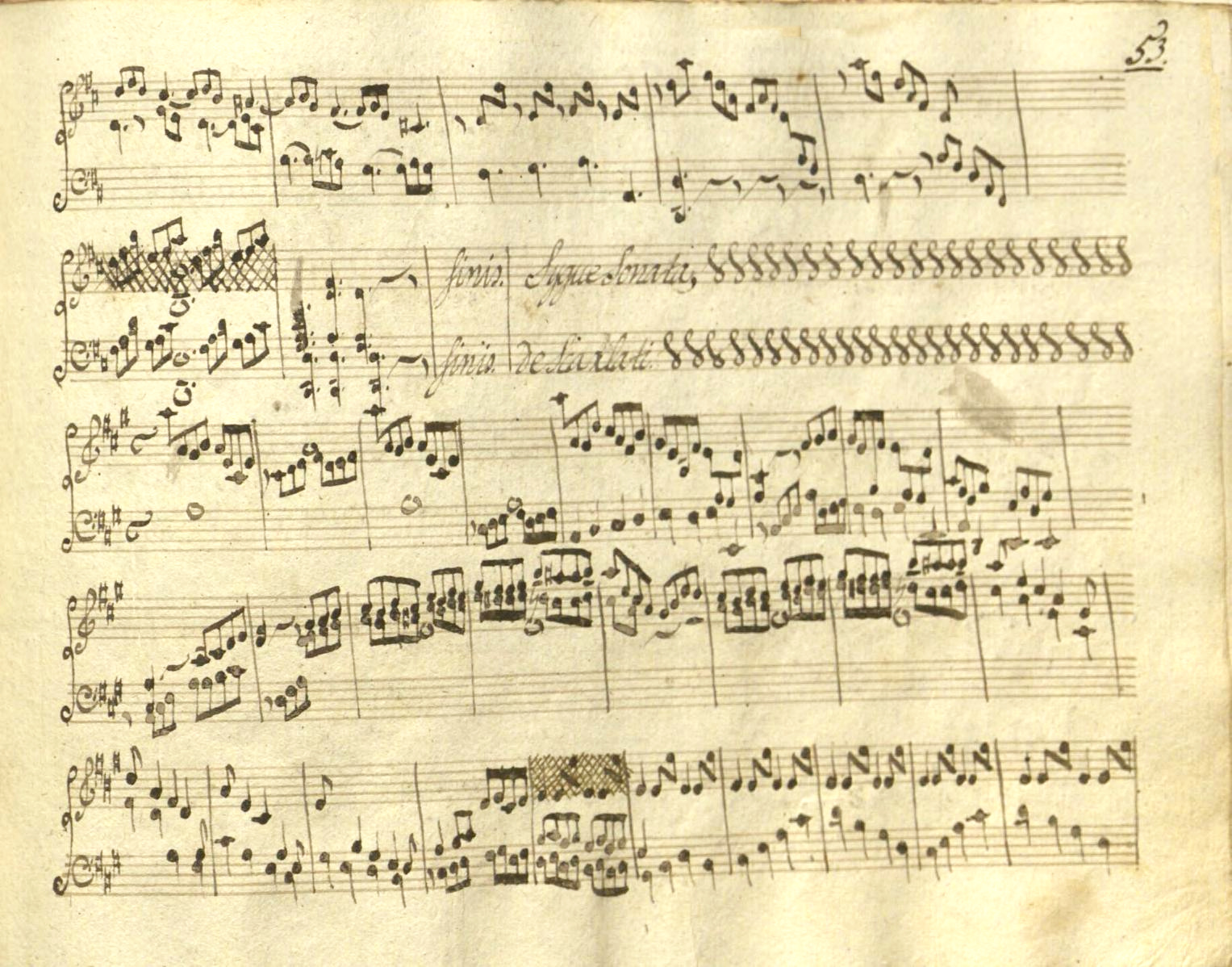
Manuscrit Ronda de Madrid (fin de la sonate).

## Interprètes
La sonate K. deest, en ré majeur, est défendue au clavecin par Richard Lester (2004, Nimbus, vol. 7).

## Sources
: document utilisé comme source pour la rédaction de cet article.
- (en) Malcolm Boyd, Domenico Scarlatti : master of music, New York, Macmillan, 1987, xi-302 (OCLC 470280952, BNF 42875007, lire en ligne)
- (es) Celestino Yáñez Navarro (thèse), Nuevas aportaciones para el estudio de las sonatas de Domenico Scarlatti. Los manuscritos del Archivo de Música de las Catedrales de Zaragoza, Université autonome de Barcelone, 2016 (lire en ligne)